# Tokyo Love Story
 Tokyo Love Story è in origine un manga di Saimon Fumi pubblicato a partire dal 1988; ne è stato poi tratto un dorama in 11 puntate di Fuji TV mandato in onda nel 1991.

## Trama
Kenichi, Kanji e Satomi sono carissimi amici fin da quando erano bambini, essendo cresciuti nella stessa piccola cittadina di provincia sull'isola di Shikoku, nella prefettura di Ehime. Ora, tutti e tre hanno raggiunto ormai l'età di vent'anni e si sono, ognuno per motivi differenti, dovuti trasferire a Tokyo.
Kanji è stato l'ultimo a giungere nella grande metropoli, dopo esser riuscito ad ottener un impiego nel reparto vendite sportive di un grande magazzino; è stato quindi presto trasferito alla sede di Tokyo.
Qui il ragazzo incontra una giovane e vivace, nonché molto bella, collega di nome Rika: si trova inoltre finalmente riunito di nuovo coi suoi grandi amici d'un tempo, ovvero Kenichi e Satomi. Quest'ultima è sempre stata implicitamente l'amore platonico d'entrambi fin dai tempi del liceo, quando i due ragazzi s'eran presi una cotta per lei.
La situazione però inizia a farsi leggermente più complicata a partire da quando Kanji vede Kenichi baciare Satomi contro la stessa volontà della ragazza: ciò sconvolge profondamente il cuore puro e semplice del giovane, che ne rimane profondamente turbato.
Egli un po' alla volta riuscirà a superare il dolore dato dal suo cuore spezzato attraverso lo svilupparsi di forti sentimenti d'affetto nei confronti della collega Rika, la quale col suo carattere energico e divertente, ne favorisce la guarigione interiore.
Tuttavia il loro rapporto risulta essere un po' altalenante, aggravato poi da fatto che oltretutto Rika ha anche avuto una relazione segreta (ma neanche tanto) col loro diretto superiore Naoko. Rika è rimasta incinta.
Nel frattempo Satomi pensando che Kenichi stesse prendendosi gioco di lei quando l'ha baciata, lo rifiuta: in conclusione i sentimenti di Kenji e Satomi, dopo molte giravolte, finalmente s'incroceranno.